# Environmental Science & Technology
Environmental Science & Technology, beim Zitieren Environ. Sci. Technol. oder ES&T abgekürzt, ist eine zweimal monatlich erscheinende Peer-Review-Fachzeitschrift. Herausgeber der seit 1967 erscheinenden Zeitschrift ist die American Chemical Society (ACS). Chefredakteurin ist Julie B. Zimmerman.
ES&T behandelt Themen der Umweltwissenschaften, Umweltchemie, Umweltmikrobiologie und Umweltingenieurwissenschaften.
Der Impact Factor von Environmental Science & Technology lag im Jahr 2021 bei 11,357. 2014 lag die Zeitschrift im ISI Web of Knowledge auf Rang 19 von 229 betrachteten Zeitschriften in der Kategorie Umweltwissenschaften sowie Rang 7 von 49 Zeitschriften in der Kategorie Umweltingenieurwissenschaften. Sie war zudem die am häufigsten zitierte umweltwissenschaftliche Zeitschrift.